# 紫色藁本
紫色藁本（学名：Ligusticum franchetii）为伞形科藁本属的植物，是中国的特有植物。分布于中国大陆的云南维西、西藏东部、四川木里等地，生长于海拔3500米至4000米的地区，见于高山灌丛草地，目前已由人工引种栽培。8-9月开花，10-11月结果。